# As Aventuras de Nina, a Elefanta Esquisita
As Aventuras de Nina, a Elefanta Esquisita  é um romance infanto-juvenil de Miguel M. Abrahão publicado em 1981 no Brasil.

## Sinopse
As Aventuras de Nina, a Elefanta Esquisita tem como temas básicos a questão do preconceito e das diferenças individuais, assim como o sofrimento e a angústia inerente ao conflito interno de quem não se aceita como é.
Nina é uma elefantinha adotada por um casal de capivaras, Capa e Capero, que se sente diferente de todos os animais por ser a única paquiderme existente naquelas matas da América do Sul, sendo constantemente vítima de Bullying, praticado por seus coleguinhas, por possuir uma parte anatômica diferente de todos com quem convivia: a tromba. Chamavam-na de esquisita!.
Maltratada e isolada, o sonho de Nina é livrar-se daquilo que acredita ser a razão de sua infelicidade: sua bela e exuberante tromba.
A história, narrada pelo réptil Teco-Teco, têm início quando Nina e o pai adotivo são testemunhas de que um objeto luminoso e misterioso ameaça a tranqüilidade da floresta.
Curiosa e destemida, a protagonista e sua única amiga, a raposa Baguncita, ao investigarem o caso, acabam numa nave alienígena e se envolvem com a cruel bandida Macaquita Nariguda, procurada por todo o universo pelos Interbolas, a policia estelar.
Ao tentar impedir as ações da cruel facínora e seus planos para o universo, Nina, acidentalmente, favorece aos objetivos de Nariguda quando esta desintegra sua incômoda tromba. A felicidade inicial da elefanta logo será desfeita ao dar-se conta de que o processo de mudança sofrido por ela desencadeará uma cascata de mudanças moleculares, cujos efeitos serão prejudiciais à fauna e a flora do planeta Terra e que só a sua odiada tromba poderia impedir a vilã espacial de tornar-se a única senhora de tudo e de todos.
A duras penas, a heroína compreenderá que aquilo que achamos ser defeito em nós pode ser uma grande virtude em benefício de todos.